# Infiniti QX70
O Infiniti QX70 (anteriormente chamado de Infiniti FX) é um utilitário esportivo da Infiniti, cujas linhas têm influência de modelos da categoria "coupé".
Apesar de o FX35 e FX45 ter recebido pendentes opiniões e os valores das vendas desde sua estreia em 2003, a Infiniti continuou a produzir um modelo FX nos anos seguintes.
Redesenhado 2009 a linha Infiniti FX foi revelada oficialmente no Genebra Motor Show em 4 de março de 2008.
O novo FX foi oferecido como FX35 e FX50. O FX35 é alimentado pelo mesmo motor 3,5 litros V6 (Série VQ) utilizado no G35 Sedan e fornece uma potência de 303 cv (231 kW).
O FX50 é alimentado por um novo conjunto motor de 5,0 litros V8, com uma potência de 390 cv (291 kW) e 369 lb • ft (500 N • m). O estilo do exterior retém alguns dos atuais conceitos olhar "Bionic Cheetah", ao mesmo tempo que incorpora novas pistas exclusivas para a marca Infiniti.
O resultado uma nova geração de crossover de luxo e desempenho. O interior foi totalmente redesenhado para trazer o FX ao nível de luxo atualmente encontrada no interior do EX35 Crossover.

## Galeria
- Primeira geração (2002-2008)
- Segunda geração (2008-2013)